# Saint-Sylvain (Corrèze)
Saint-Sylvain è un comune francese di 149 abitanti situato nel dipartimento della Corrèze nella regione della Nuova Aquitania.

## Società

### Evoluzione demografica
Abitanti censiti